# Національний парк Пінд

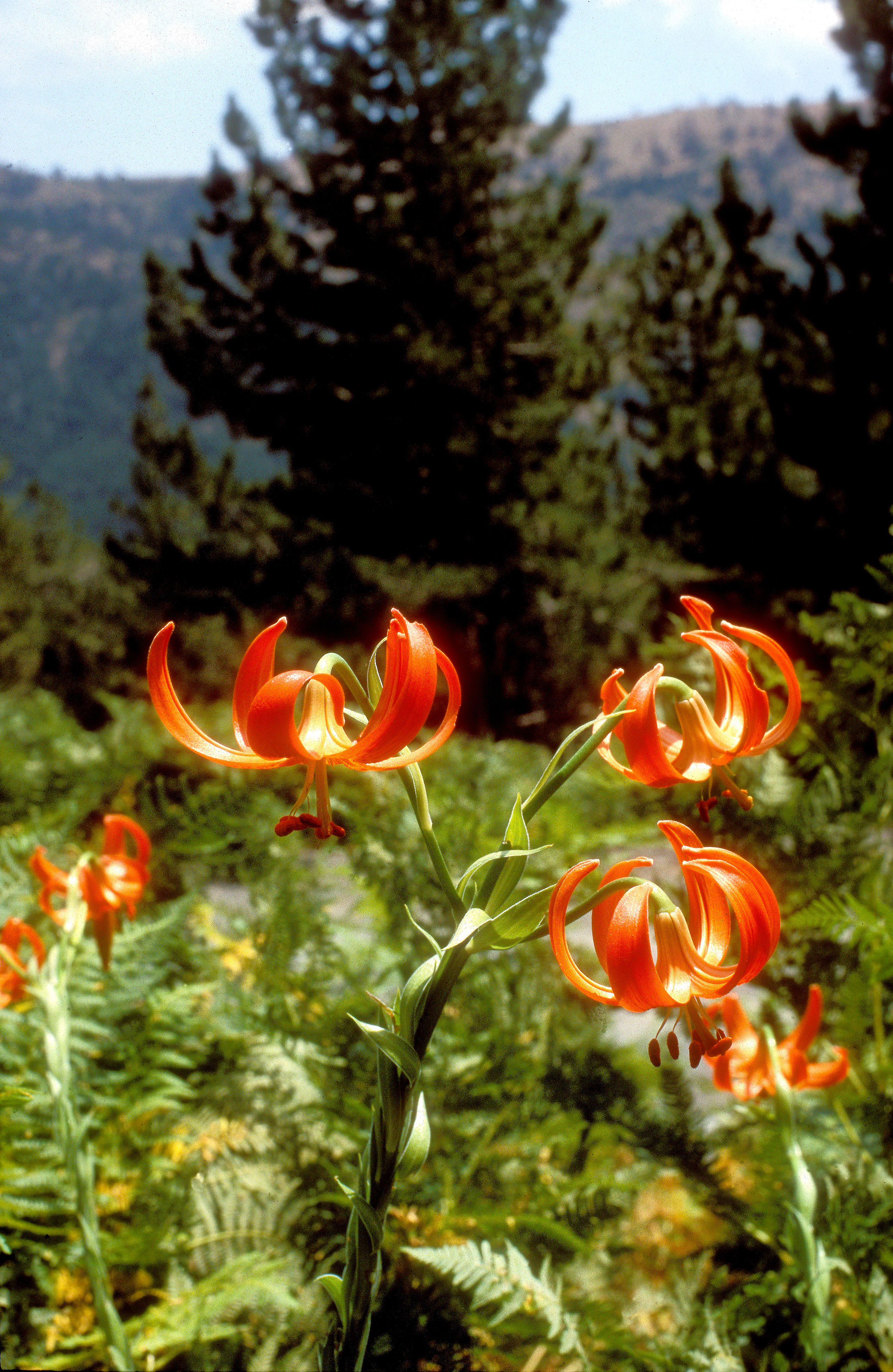
Лілія у Національному парку Пінд

 Національний парк Пінд  (грец. Εθνικός Δρυμός Πίνδου, також відомий як Валя-Калда) — національний парк у материковій Греції, розташований в ізольованому гірському районі на кордоні Західної Македонії і Епіру, в північно-східній частині гірського масиву Пінд.
Національний парк був створений у 1966 році і займає площу в 6927 га. Центральна зона парку (3360 га) охоплює найбільшу частину долини Валя-Калда і навколишні схили гірських піків.
Національний парк розташований у діапазоні висот від 1076 до 2177 метрів і характеризується густими лісами європейської чорної сосни і бука звичайного, скелястими хребтами, де кілька вершин висотою понад 2000 метрів, швидкими річками і гірськими озерами. Область, де розташований національний парк, належить до екорегіону змішаних лісів гор Пінд і є одним з трьох місць в Греції, де є ведмеді.

## Географія
Парк лежить на кордоні номів  Гревена і  Яніна, на північ від міста Мецово близько сіл Вовуса, Періволі і Мілея.
Кілька піків сягають висоти понад 2000 м; до них належать Авго (2177 м), Какоплеврі (2160 м), Флегга (2159 м), Тріа-Сінора (2050 м) і Афтія (2082 м).

## Клімат
Клімат парку гірський і варіюється в залежності від висоти. Річна кількість опадів коливається від 1000 до 1800 мм, в той час як середньомісячна температура коливається від 0,9 до 21,4 °C.

## Флора
Парк був створений у 1966 році і служить для підтримки гірського біологічного різноманіття та цілісності екосистем на національному рівні. Ліси європейської чорної сосни і бука звичайного ростуть на висотах від 1000 до 1600 метрів, деяким з цих дерев більш ніж 700 років. На висотах від 1600 до 1900 метрів домінує Pinus heldreichii (сосна боснійська), в той час як на висотах від 1900 до в 2177 метрів зустрічаються тільки певні типи чагарників серед безлісих альпійських луків. Крім того, сухі місця і нижні частини долини характеризуються домінуванням самшиту вічнозеленого. У лісах серед чорних сосен і буків зустрічається Abies borisii-regi.
Загалом 415 видів рослин і 86 видів грибів росте в цьому районі. Ряд місцевих видів квіткових вважаються ендемічними для Балкан, таких як гвоздика дельтовидна і Allium breviradum. З іншого боку, багато ендемічних рослин центральної і північної Греції також ростуть в парку, у тому числі Vlachorum Centaurea. Крім того, тут ростуть рідкісні види для гірських районів, які є типовими для низин: Minuartia baldaci, Bornmuellera tymphaea, Campanula hawkinsiana, Viola dukadjinica і Silene pindicola.

## Фауна
Національний парк є однією з трьох областей у Греції, де є популяція євразійського бурого ведмідя (Ursus arctos arctos), Інші великі ссавці, які живуть у парку: рисі, олені і дикі кішки. У парку також є вовки, кам'яні куниці, кабани і вивіркі звичайні.